# Natale di Roma
O Natale di Roma, historicamente conhecido como Dies Romana e também conhecido como Romaia, é um festival ligado à fundação da cidade de Roma, celebrado em 21 de abril. Segundo a lenda, Rômulo teria fundado a cidade de Roma em 21 de abril de 753 a.C.
A partir desta data, a cronologia romana derivou seu sistema, conhecido pela frase latina Ab Urbe Condita, que significa "desde a fundação da Cidade", que contava os anos a partir desta suposta fundação.

## Celebrações do festival na Roma antiga
A celebração do aniversário da Urbe como elemento de propaganda imperial acabou por atribuir importância fundamental à questão do ano de fundação.
A partir do imperador Cláudio, o método de cálculo da idade da Cidade, proposto por Marco Terêncio Varrão, prevaleceu sobre os demais. Cláudio foi o primeiro a fazer celebrar o aniversário de Roma em 47, oitocentos anos após a data presumida da fundação. Em 147–148, Antonino Pio iniciou uma celebração semelhante, e em 248, Filipe, o Árabe, celebrou o primeiro milênio de Roma, junto com os Ludi Saeculares (celebrados a cada cem anos), quando Roma atingiu dez séculos. Sobreviveram moedas que celebram o evento. Em uma moeda do pretendente ao trono Pacaciano, o número "1001" aparece explicitamente, indicando como os cidadãos do Império Romano entenderam que estavam no início de uma nova era, um "Saeculum Novum". Quando o Império Romano se tornou cristão, nos séculos seguintes, essa imagem milenar foi utilizada em um sentido mais metafísico.
Durante a época imperial, a festa de São Cesário de Terracina (cujo nome Kaisarios provavelmente o predestinou a se tornar o santo padroeiro dos Césares) foi estabelecida para o dia 21 de abril, data da fundação de Roma: esta data adquiriu um significado significativo, especialmente pela propaganda imperial a que serviu; um pretexto para celebrar a figura do imperador e seu santo padroeiro.

## O festival após a queda do Império Romano do Ocidente
Com a disseminação inicial e posterior adoção do cristianismo como religião do estado, juntamente com a queda do Império Romano do Ocidente e as subsequentes invasões, migrações, e conquistas por populações bárbaras, Roma, como tudo o que era seu império, viu o desaparecimento de muitos de seus costumes e tradições, incluindo muitos de seus festivais.

### Durante o Renascimento
A Academia Romana de Pomponio Leto (aluno do teólogo pagão Gemisto Pletão) logo se tornou um círculo de literatos devotados à antiguidade clássica, com o objetivo de restaurar a antiga religião romana (um projeto único no contexto do humanismo do século XV, indicando uma certa inclinação subversiva). Isso parece ter ocorrido dentro da própria Academia, onde eles celebravam ritualmente o aniversário de Roma (21 de abril) e onde Leto restaurou o Pontífice Máximo.
Isso também é aparentemente confirmado por algumas inscrições descobertas no século XIX nas catacumbas romanas, onde os nomes dos membros da Academia Romana são encontrados ao lado de inscrições encorajando a devassidão. Pomponio Leto é chamado Pontifex Maximus e Pantagathus, significando padre.

### Durante o Risorgimento

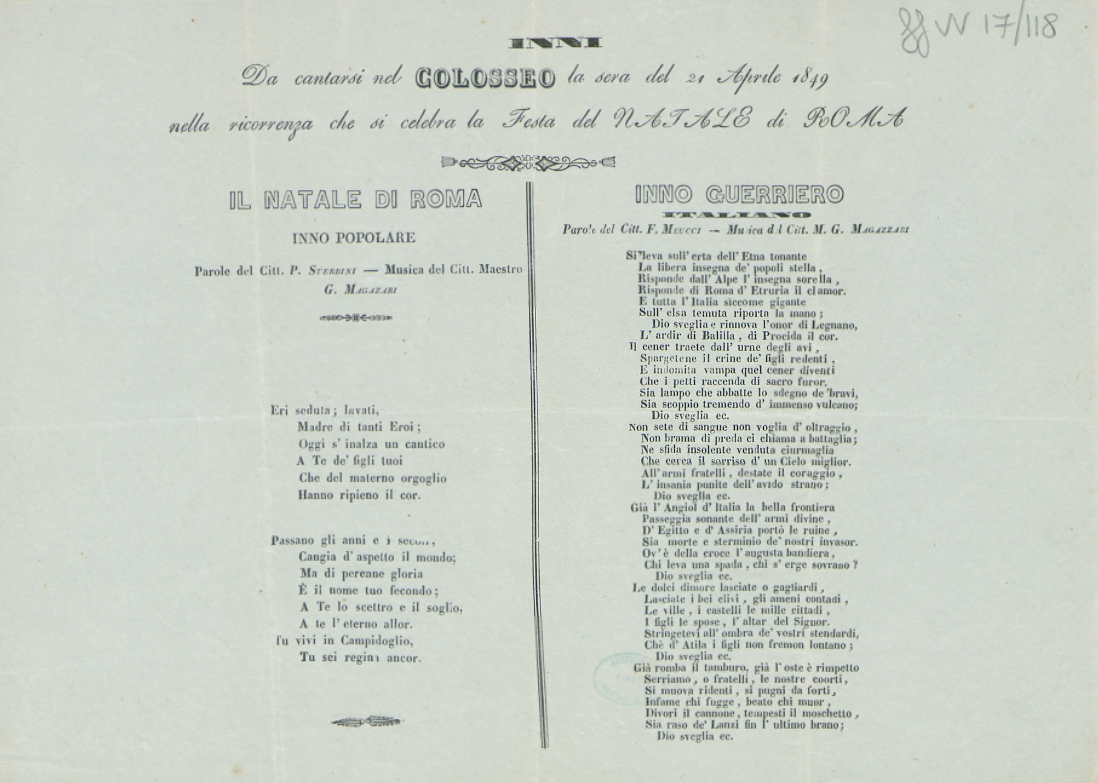
Hinos a serem cantados no Coliseu na noite de 21 de abril de 1849, por ocasião da celebração do Natale di Roma

Algumas delas foram recuperadas pelo Humanismo, mas foi com o advento do Risorgimento que a celebração do Natale di Roma foi restaurada como uma "tradição". Os mais revolucionários entre os mazzinianos, garibaldianos e alguns liberais celebraram o evento, por exemplo, na primavera de 1849, quando Roma, tendo se tornado recentemente uma República livre que havia derrubado o poder temporal do Papa, lutou pela sobrevivência. Diz-se que uma refeição foi realizada nos Fóruns com brindes pela suposta fundação da Urbe por Rômulo e a refundação (libertação) pelos próprios revolucionários. Francesco Sturbinetti fez um dos discursos mais sinceros.

### Durante a era fascista

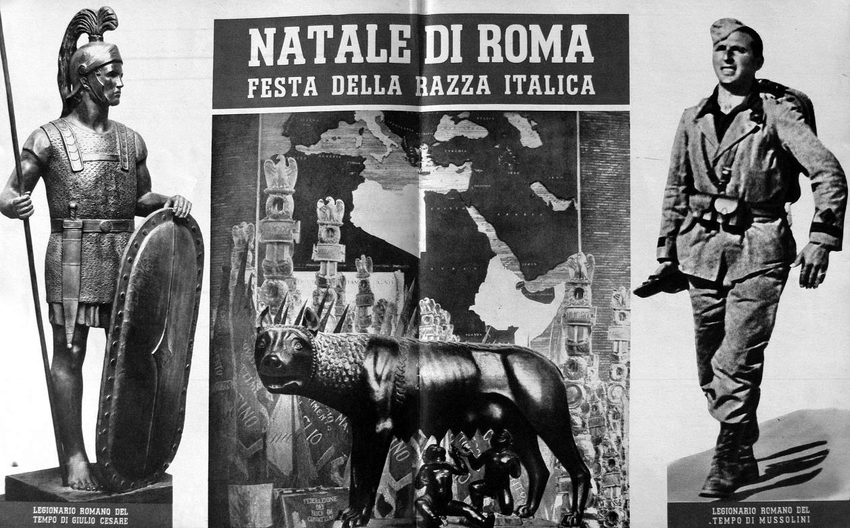
"Natale di Roma. Celebração da raça itálica"; A partir da revista La Difesa della Razza.

Em 3 de abril de 1921, durante um discurso em Bolonha, o então líder do Movimento Fascista Italiano Benito Mussolini proclamou o aniversário da fundação de Roma como um feriado oficial do fascismo. Esta decisão foi comentada por Antonio Gramsci como a tentativa do fascismo de naturalizar seu papel na história italiana, através da reivindicação de origens romanas.
No documento que sancionou a fusão nacional-fascista entre a Associação Nacionalista Italiana e o Partido Nacional Fascista, assinado em 16 de março de 1923, representantes das duas forças políticas se propuseram a celebrar o acordo unificador com um manifesto contendo um apelo à unidade nacional, a ser afixado em todas as cidades italianas na noite de 20 de abril, véspera do Natale di Roma, dia "que significa o renascimento ocorrido da grandeza romana".
No mesmo dia 19 de abril, um projeto de decreto-lei proposto pelo presidente Benito Mussolini foi aprovado pelo Conselho de Ministros, abolindo o feriado de 1º de maio e fixando a celebração do Dia do Trabalho em 21 de abril, Natale di Roma. Foi a primeira celebração instituída pelo governo de Mussolini, que, a partir de 21 de abril de 1924, tornou-se feriado nacional, denominado "Natale di Roma - Dia do Trabalho". Este decreto foi revogado em 1945, restaurando o Dia do Trabalho para 1 de maio.

### República italiana

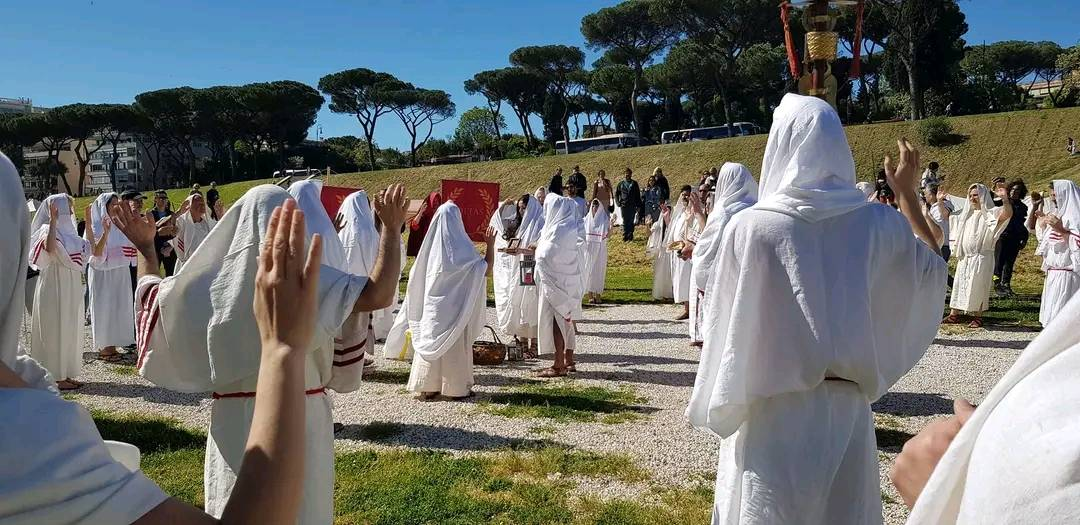
Pietas Comunita Gentile oficiando o rito ao Numen tutalário da cidade de Roma no dia do Dies Natalis 2777.

Nos anos da República Italiana, o "Natale di Roma" foi celebrado com conferências e reconstituições históricas. Nos últimos anos, esse evento recuperou importância, levando as instituições italianas a reconhecê-lo mais. Associações como o "Gruppo Storico Romano" (GSR) contribuíram para a organização do evento por meio de encenações históricas e eventos religiosos com as associações afiliadas envolvidas na religião romana moderna. O Gruppo Storico Romano organiza anualmente um desfile com participantes em trajes de época e representações de cenas da vida antiga e celebrações que ecoam os ritos religiosos da Roma antiga.
Em 2024, o 2777º "Natale di Roma" foi realizado, com a participação de representantes institucionais italianos. Durante o evento, foi anunciado um plano para aumentar o financiamento para reconstituições históricas e possível legislação visando regulamentar tais celebrações para preservar e aprimorar tradições culturais. Além disso, a banda do Exército Italiano participou das celebrações. Todos os anos, organizações de toda a Europa vêm celebrar esta data, demonstrando a importância e o apelo internacional do evento.